# Herbie dreht durch
Herbie dreht durch ist eine US-amerikanische Komödie aus dem Jahr 1980. Es handelt sich um den vierten Film aus der Herbie-Reihe und die dritte Fortsetzung von Ein toller Käfer.

## Handlung
Pete Stancheck und sein Freund Davy „D.J.“ Johns reisen in das mexikanische Puerto Vallarta, um dort den VW Käfer Herbie abzuholen, den Pete von seinem Onkel Jim Douglas geerbt hat. Douglas hatte einst das Trans-France Race mit Herbie gewonnen; nun wollen die beiden Freunde mit dem Wunderkäfer am Großen Preis von Brasilien teilnehmen. Dort lernen sie einen Jungen namens Paco kennen, der ihnen die Brieftasche stiehlt.
Zeitgleich machen sich Ganove Sheppard und Inka-Experte Prindle auf die Suche nach einem unbekannten Inka-Schatz. Auch sie werden Opfer des jungen Taschendiebs; auf seiner Flucht vor den beiden versteckt Paco sich in Herbie. Da Paco den beiden einen Film mit Fotos vom Fundort des Schatzes gestohlen macht, machen sie sich auf die Suche nach dem Jungen.
Pete und Davy reisen mit Herbie per Schiff nach Panama; Kapitän des Schiffes ist der despotische Blythe. Auf dem Schiff lernen Pete und Davy Tante Louise und deren Nichte Melissa kennen. Tante Louise will die beiden finanziell unterstützen; Pete wirft ein Auge auf Melissa.
Als Herbie auf dem Schiff für Trubel sorgt, lässt ihn Kapitän Blythe ins Meer werfen. Paco, der den Käfer „Ocho“ (spanisch für „acht“, der Quersumme der Startnummer 53 auf Herbies Motorhaube) getauft hat, ist untröstlich.
In Panama findet Paco den durch das Meerwasser angerosteten Herbie wieder. Die Männer, die Paco helfen, Herbie aus dem Wasser zu ziehen, versuchen, den Käfer zu stehlen; Herbie und Paco können jedoch fliehen. Wenig später spüren Shepard und Prindle den Jungen auf. Es stellt sich heraus, dass Paco den gesuchten Film mit den Fotos versehentlich Pete und Davy gegeben hat. Shepard und Prindle verlangen von Paco den Film zurück; andernfalls würden sie Herbie zerstören. Paco stiehlt erneut Petes und Davys Brieftasche und trifft auf seiner Flucht auf Tante Louise und Captain Blythe. Herbie und seine Passagiere landen in einer Stierkampfarena inmitten eines Stierkampfes; Prindle ist ihnen dicht auf den Fersen.
Tante Louise und Captain Blythe treffen auf Pete, Davy und Melissa. Gemeinsam machen sie sich auf die Suche nach Paco und Herbie. Prindle und seine Leute entführen Paco und finden mit Hilfe des Films das Versteck des Inka-Schatzes. Nachdem Herbie und seine Freunde Paco gefunden haben, schaffen sie es gemeinsam, Prindle und Shepard dingfest zu machen.

## Kritiken
„Vierter Teil der Serie um den ‚tollen Käfer‘, nur mittelmäßig inszeniert und ohne sonderliche Ideen. Einzig das kleine Fahrzeug hat noch einiges zu bieten.“

## Sonstiges
Das im Film gezeigte Schiff ist die 1972 in Dienst gestellte Sun Princess. 